# Schipowka (Kaliningrad)
Schipowka (russisch Шиповка, deutsch Bahnhof Powayen) ist ein Ort in der russischen Oblast Kaliningrad im Stadtkreis Swetly.

## Geographische Lage
Schipowka liegt neun Straßenkilometer nordöstlich der Stadt Swetly an der Bahnstrecke Kaliningrad–Baltijsk (Königsberg–Pillau) und hat eine seit 1865 existierende Bahnstation, die 22 Kilometer von Kaliningrad und 25 Kilometer von Baltijsk entfernt ist. Von Südwesten erreicht den Ort die Kommunalstraße 27K-296 von der Regionalstraße 27A-016 (ex A193, Abzweigung bei Bobrowo, Ortsstelle Elenskrug) und von Norden die Kommunalstraße 27K-185 über Tscherepanowo ((Adlig) Powayen).

## Geschichte
Bahnhof Powayen war bis 1945 lediglich ein Wohnplatz, der bis 1928 zum Gutsdorf (Adlig) Powayen (heute russisch: Tscherepanowo), danach zur Landgemeinde Groß Blumenau (heute russisch: Kremnjowo) gehörte. Zwischen 1874 und 1945 gehörte Powayen zum Amtsbezirk Kondehnen (russisch: Slawjanskoje, nicht mehr existent), ab 1931 zum Amtsbezirk Groß Blumenau im Landkreis Fischhausen – von 1939 bis 1945 Landkreis Samland – im Regierungsbezirk Königsberg der preußischen Provinz Ostpreußen.
In Folge des Krieges kam Powayen 1945 mit dem nördlichen Ostpreußen zur Sowjetunion. Der ehemalige Wohnplatz Bahnhof Powayen wurde von (Adlig) Powayen bzw. Groß Blumenau gelöst und erhielt im Jahr 1947 den russischen Namen „Schipowka“. Gleichzeitig wurde der Ort dem Dorfsowjet Logwinski selski Sowet im Rajon Primorsk zugeordnet. Vermutlich 1963 gelangte er in den  Pereslawski selski Sowet und Mitte der 1970er Jahre dann in den Wolotschajewski selski Sowet im Rajon Gurjewsk. Seit 1994 gehört Schipowka zum Stadtkreis Swetly.

## Kirche
Die meisten der Einwohner im Wohnplatz Bahnhof Powayen war vor 1945 evangelischer Konfession. Der Ort war in das Kirchspiel der Kirche in Medenau (heute russisch: Logwino) eingepfarrt, der zum Kirchenkreis Fischhausen (Primorsk) in der Kirchenprovinz Ostpreußen der Kirche der Altpreußischen Union gehörte. Heute liegt Schipowka im Einzugsgebiet der in den 1990er Jahren neu entstandenen evangelisch-lutherischen Gemeinde in Swetly (Zimmerbude), einer Filialgemeinde der Auferstehungskirche in Kaliningrad (Königsberg) in der Propstei Kaliningrad der Evangelisch-lutherischen Kirche Europäisches Russland.